# Calosoma schayeri
Calosoma schayeri is een keversoort uit de familie van de loopkevers (Carabidae). De wetenschappelijke naam van de soort is voor het eerst geldig gepubliceerd in 1842 door Erichson.
De kever wordt 20 tot 26 millimeter lang.
De soort komt voor in Australië, met uitzondering van het uiterste noorden.